# Clipadoretus epistomalis
Clipadoretus epistomalis är en skalbaggsart som beskrevs av Chobaut 1899. Clipadoretus epistomalis ingår i släktet Clipadoretus och familjen Rutelidae. Inga underarter finns listade i Catalogue of Life.